# هدف باشکوه
«هدف باشکوه» (انگلیسی: Glorious Purpose) نخستین قسمت از مجموعهٔ تلویزیونی آمریکایی لوکی است که بر پایهٔ شخصیت
لوکی از مارول کامیکس ساخته شده‌است. این یک نسخهٔ جایگزین از شخصیت را دنبال می‌کند که در حوادث انتقام‌جویان: پایان بازی (۲۰۱۹) یک زمان‌بندی جدید ایجاد کرد، زیرا توسط مقامات مرموز واریانس زمان (TVA) دستگیر می‌شود. این قسمت در دنیای سینمایی مارول (MCU) واقع شده‌است و با فیلم‌های این فرنچایز مشترک است. این قسمت توسط مایکل والدرون، سازندهٔ مجموعه نوشته شده و توسط کیت هرون کارگردانی شده‌است.
تام هیدلستون بار دیگر نقش لوکی از این مجموعهٔ فیلم را ایفا می‌کند؛ همچنین گوگو امبتا-را، وونمی موساکو، اوژن کوردرو، تارا استرانگ و اوون ویلسون نیز در این فیلم ایفای نقش می‌کنند. والدرون در فوریه ۲۰۱۹ به عنوان سرپرست نویسنده مجموعه استخدام شد و هرون در ماه اوت به آن پیوست. فیلم‌برداری در استودیوی پاین‌وود آتلانتا با فیلم‌برداری مکانی در منطقه کلان‌شهری آتلانتا انجام شد.
«هدف باشکوه» در ۹ ژوئن ۲۰۲۱ در دیزنی پلاس پخش شد. این به پربیننده‌ترین نمایش دیزنی پلاس تبدیل شد و مورد تحسین منتقدان قرار گرفت. روند خاص هیدلستون و ماهیت درونی بر روی صحنه ویلسون مورد تحسین منتقدان قرار گرفت.